# 사랑은 스릴, 쇼크, 서스펜스
〈사랑은 스릴, 쇼크, 서스펜스〉(일본어: 恋はスリル、ショック、サスペンス 코이와스릴,쇼크,서스펜스[*])는 아이우치 리나의 네 번째 싱글이다. CD 코드는 GZCA-1049.

## 개요
TV 애니메이션 《명탐정 코난》과의 타이업. 그 후, 아이우치는 2010년(헤이세이 22년)의 은퇴까지 7번(아이우치 리나&사에구사 유카도 포함) “코난”과의 타이업을 행했다. 주인공 에도가와 코난(코난)이 오프닝으로 이 곡에 맞춰서 파라 파라를 춘 것이 화제가 됐다. 부록으로 파라 파라의 안무표 “완전도해 춤추는 명탐정!!”이 첨가됐다. 안무는 미야지 히로카즈(TWINSTAR).
수록곡 중 〈사랑은 스릴, 쇼크, 서스펜스〉는 한국어판에서는 〈Love is thrill, shock, suspense〉라는 제목으로 진선주가  커버해서 불렀다.

## 수록곡
| #            | 제목                                                                 | 작사          | 작곡            | 편곡  | 재생 시간 |
| ------------ | -------------------------------------------------------------------- | ------------- | --------------- | ----- | --------- |
| 1.           | 〈恋はスリル、ショック、サスペンス 사랑은 스릴, 쇼크, 서스펜스〉     | 아이우치 리나 | 오노 아이카     | 4:55  |           |
| 2.           | 〈光色のかけら 코쇼쿠노카케라[*] 광색의 조각〉                       | 아이우치 리나 | 이와이 유이치로 | 5:00  |           |
| 3.           | 〈恋はスリル、ショック、サスペンス ～KH-R Jr STARLIGHT MIX Ver.S～〉 | 아이우치 리나 | 오노 아이카     | 4:38  |           |
| 4.           | 〈purple haze ～future techno mix～〉                                |               | 카네코 나미     | 4:34  |           |
| 5.           | 〈恋はスリル、ショック、サスペンス〉 (Instrumental)                  |               | 오노 아이카     | 4:54  |           |
| 총 재생 시간 | 총 재생 시간                                                         | 총 재생 시간  | 총 재생 시간    | 24:01 |           |

## 미디어에서의 사용
사랑은 스릴, 쇼크, 서스펜스
- 요미우리 TV 닛폰 TV계 애니메이션 《명탐정 코난》 여덟 번째 여는 곡

광색의 조각
- 구마모토 아사히 방송 《여름의 고시엔 대회》 테마송

## 같이 보기
- Love Is Thrill, Shock, Suspense - 한국어 커버 곡

| TV 애니메이션 《명탐정 코난》 여는 곡 2000년 8월 28일 (205화) ~ 2001년 4월 16일 (230화) |                                               |                                    |
| 이전 곡: 가넷 크로우 〈Mysterious Eyes〉                                                | 아이우치 리나 〈사랑은 스릴, 쇼크, 서스펜스〉 | 다음 곡: 마츠하시 미키 〈destiny〉 |